# Pietro Ignazio Marolda
Pietro Ignazio Marolda (Muro Lucano, 11 aprile 1770 – Pozzuoli, 15 marzo 1842) è stato un vescovo cattolico e teologo italiano.

## Biografia
Nato a Muro Lucano l'11 aprile 1770 da Don Gerardo, dottor fisico e Donna Clemenzia Petilli, gentildonna , nel 1785 divenne membro della Congregazione del Santissimo Redentore.
Ordinato sacerdote il 27 gennaio 1793, il 21 aprile 1822 fu consacrato vescovo di Potenza e Marsico Nuovo. Dal 25 al 27 maggio 1834 celebrò il sinodo diocesano potentino e, dall'8 al 10 settembre dello stesso anno, il sinodo diocesano marsicense.
Il 19 maggio 1837 fu nominato vescovo di Pozzuoli, dove morì il 15 marzo 1842.

## Genealogia episcopale
La genealogia episcopale è:
- Cardinale Scipione Rebiba
- Cardinale Giulio Antonio Santori
- Cardinale Girolamo Bernerio, O.P.
- Arcivescovo Galeazzo Sanvitale
- Cardinale Ludovico Ludovisi
- Cardinale Luigi Caetani
- Cardinale Ulderico Carpegna
- Cardinale Paluzzo Paluzzi Altieri degli Albertoni
- Papa Benedetto XIII
- Papa Benedetto XIV
- Cardinale Enrico Enriquez
- Arcivescovo Manuel Quintano Bonifaz
- Cardinale Buenaventura Córdoba Espinosa de la Cerda
- Cardinale Giuseppe Maria Doria Pamphilj
- Papa Pio VIII
- Vescovo Pietro Ignazio Marolda, C.SS.R.